# لی بویر
لی بویر (به انگلیسی: Lee Bowyer) بازیکن فوتبال زادهٔ ۳ ژانویه ۱۹۷۷ اهل کشور انگلستان است که سابقهٔ بازی در تیم ملی فوتبال انگلستان را در کارنامهٔ خود دارد. وی در تاریخ ۷ سپتامبر ۲۰۰۲ تنها بازی ملی خود را در مقابل تیم ملی فوتبال پرتغال انجام داد.